# ライアン・ウッズ
ライアン・ウッズ（1993年12月13日 - ）はイングランドのサッカー選手。ポジションはMF。ハル・シティAFC所属。

## 経歴
2009年、15歳でシュルーズベリー・タウンFCに加入した。2012年5月にトップチームに昇格した。
2015年9月1日、フットボールリーグ・チャンピオンシップのブレントフォードFCと3年契約を結んだ。11日後のリーズ・ユナイテッドFC戦でデビューする。
2018年8月25日、ストーク・シティFCに期限付き移籍した。ゲイリー・ロウェットによって重用され、翌年1月より完全移籍するも、後任監督のナタン・ジョーンズに冷遇され、続いて就任したマイケル・オニールの下でも出場機会は限られていた。
2020年1月17日、ロウェットが監督を務めるミルウォールFCへと期限付き移籍した。
2021年6月23日、バーミンガム・シティFCと3年契約を結んだ。
2022年8月18日、ハル・シティAFCに3年契約で移籍した。